# Lista de episódios de NCIS: New Orleans
NCIS: New Orleans é uma série de televisão americana que estreou na CBS em 23 de setembro de 2014. A série se passa em Nova Orleans, Louisiana, e segue as histórias dos membros do escritório local do Serviço de Investigação Criminal Naval (Naval Criminal Investigative Service - NCIS). O programa e seus personagens foram apresentados em um episódio de duas partes durante a décima primeira temporada da série de televisão NCIS, em 25 de março e 1 de abril de 2014. NCIS: New Orleans foi renovada para a sexta temporada em 22 de abril de 2019 que estreou em 24 de setembro de 2019.

## Resumo
| Temporada | Temporada  | Episódios | Episódios | Originalmente exibido  | Originalmente exibido |
| Temporada | Temporada  | Episódios | Episódios | Estreia da temporada   | Final da temporada    |
| --------- | ---------- | --------- | --------- | ---------------------- | --------------------- |
|           | Introdução | 2         | 2         | 25 de março de 2014    | 1 de abril de 2014    |
|           | 1          | 23        | 23        | 23 de setembro de 2014 | 12 de maio de 2015    |
|           | 2          | 24        | 24        | 22 de setembro de 2015 | 17 de maio de 2016    |
|           | 3          | 24        | 24        | 20 de setembro de 2016 | 16 de maio de 2017    |
|           | 4          | 24        | 24        | 26 de setembro de 2017 | 15 de maio de 2018    |
|           | 5          | 24        | 24        | 25 de setembro de 2018 | 14 de maio de 2019    |
|           | 6          | 20        | 20        | 24 de setembro de 2019 | 19 de abril de 2020   |
|           | 7          | 16        | 16        | 8 de novembro de 2020  | 23 de maio de 2021    |

## Episódios

### Introdução
NCIS: New Orleans foi lançado em um episódio duplo da 11ªtemporada de NCIS, "Crescent City (Part I)" e "Crescent City (Part II)".
| NCIS Series No. | NCIS 11ª Temporada | Titulo                    | Diretor             | Escritor      | Exibido Originalmente | Audiência nos EUA(milhões) |
| --- | ------------------ | ------------------------- | ------------------- | ------------- | --------------------- | -------------------------- |
| 252 | 18                 | "Crescent City (Part I)"  | James Whitmore, Jr. | Gary Glasberg | 25 de março de 2014   | 17.52                      |
| O encontro do corpo de um deputado e ex-agente do NIS leva Gibbs a trabalhar com um velho amigo da equipe do escritório de New Orleans e com o FBI para desvendar o crime. |                    |                           |                     |               |                       |                            |
| 253 | 19                 | "Crescent City (Part II)" | Tony Wharmby        | Gary Glasberg | 1 de abril de 2014    | 17.16                      |
| As equipes intensificam sua investigação em New Orleans para identificar o suspeito de ser o imitador do "Privileged Killer".                                              |                    |                           |                     |               |                       |                            |

### 1ª temporada: 2014-2015
| N.º geral | N.º na temp. | Título                       | Dirigido por        | Escrito por                                                                                           | Exibição original       | Audiência (milhões) |
| --------- | ------------ | ---------------------------- | ------------------- | --- | ----------------------- | ------------------- |
| 1         | 1            | "Musician Heal Thyself"      | Michael Zinberg     | Jeffrey Lieber                                                                                        | 23 de setembro de 2014  | 17.22               |
| 2         | 2            | "Carrier"                    | James Whitmore, Jr. | Gary Glasberg                                                                                         | 30 de setembro de 2014  | 16.57               |
| 3         | 3            | "Breaking Brig"              | Tony Wharmby        | Laurie Arent                                                                                          | 7 de outubro de 2014    | 15.39               |
| 4         | 4            | "The Recruits"               | Oz Scott            | Sam Humphries                                                                                         | 14 de outubro de 2014   | 15.41               |
| 5         | 5            | "It Happened Last Night"     | Arvin Brown         | Jack Bernstein                                                                                        | 21 de outubro de 2014   | 16.13               |
| 6         | 6            | "Master of Horror"           | Terrence O'Hara     | Scott Shapiro                                                                                         | 28 de outubro de 2014   | 16.09               |
| 7         | 7            | "Watch Over Me"              | James Hayman        | David Appelbaum                                                                                       | 11 de novembro de 2014  | 14.99               |
| 8         | 8            | "Love Hurts"                 | Michael Pressman    | Jack Bernstein                                                                                        | 18 de novembro de 2014  | 16.86               |
| 9         | 9            | "Chasing Ghosts"             | James Whitmore, Jr. | Jonathan I. Kidd & Sonya Winton                                                                       | 25 de novembro de 2014  | 14.47               |
| 10        | 10           | "Stolen Valor"               | Dennis Smith        | Laurie Arent                                                                                          | 16 de dezembro de 2014  | 14.14               |
| 11        | 11           | "Baitfish"                   | Leslie Libman       | Jeffrey Lieber                                                                                        | 6 de janeiro de 2015    | 17.73               |
| 12        | 12           | "The Abyss"                  | Terrence O'Hara     | Sam Humphrey                                                                                          | 13 de janeiro de 2015   | 16.39               |
| 13        | 13           | "The Walking Dead"           | Ed Ornelas          | David Appelbaum                                                                                       | 3 de fevereiro de 2015  | 16.52               |
| 14        | 14           | "Careful What You Wish For"  | James Hayman        | Scott D. Shapiro                                                                                      | 10 de fevereiro de 2015 | 16.19               |
| 15        | 15           | "Le Carnivale de la Mort"    | Tony Wharmby        | Jonathan I. Kidd & Sonya Winton                                                                       | 17 de fevereiro de 2015 | 14.70               |
| 16        | 16           | "My Brother's Keeper"        | Oz Scott            | História por : Christopher Ambrose, Jonathan I. Kidd & Sonya Winton Roteiro por : Christopher Ambrose | 24 de fevereiro de 2015 | 13.71               |
| 17        | 17           | "More Now"                   | Bethany Rooney      | Christopher Silber                                                                                    | 10 de março de 2015     | 12.61               |
| 18        | 18           | "The List"                   | Michael Zinberg     | Laurie Arent                                                                                          | 24 de março de 2015     | 14.42               |
| 19        | 19           | "The Insider"                | James Whitmore, Jr. | David Appelbaum & Scott D. Shapiro                                                                    | 7 de abril de 2015      | 14.33               |
| 20        | 20           | "Rock-A-Bye-Baby"            | Elodie Keene        | Jonathan I. Kidd & Sonya Winton                                                                       | 14 de abril de 2015     | 14.40               |
| 21        | 21           | "You'll Do"                  | Alrick Riley        | Sam Humphrey                                                                                          | 28 de abril de 2015     | 14.55               |
| 22        | 22           | "How Much Pain Can You Take" | Terrence O'Hara     | Christopher Silber & Christopher Ambrose                                                              | 5 de maio de 2015       | 13.35               |
| 23        | 23           | "My City"                    | James Hayman        | Roteiro por : Jeffrey Lieber                                                                          | 12 de maio de 2015      | 13.61               |

## Ratings
| Temporada | Temporada | Ep. 1 | Ep. 2 | Ep. 3 | Ep. 4 | Ep. 5 | Ep. 6 | Ep. 7 | Ep. 8 | Ep. 9 | Ep. 10 | Ep. 11 | Ep. 12 | Ep. 13 | Ep. 14 | Ep. 15 | Ep. 16 | Ep. 17 | Ep. 18 | Ep. 19 | Ep. 20 | Ep. 21 | Ep. 22 | Ep. 23 | Ep. 24 |
| --------- | --------- | ----- | ----- | ----- | ----- | ----- | ----- | ----- | ----- | ----- | ------ | ------ | ------ | ------ | ------ | ------ | ------ | ------ | ------ | ------ | ------ | ------ | ------ | ------ | ------ |
|           | 1         | 17.22 | 16.57 | 15.41 | 16.14 | 16.13 | 16.09 | 14.99 | 16.86 | 14.47 | 14.14  | 17.73  | 16.39  | 16.52  | 16.19  | 14.70  | 13.71  | 12.61  | 14.42  | 14.33  | 14.40  | 14.55  | 13.35  | 13.61  | N/A    |
|           | 2         | 12.62 | 12.86 | 14.18 | 12.47 | 12.99 | 13.06 | 14.15 | 12.39 | 13.01 | 11.85  | 12.09  | 17.25  | 13.30  | 12.57  | 13.41  | 12.60  | 11.72  | 11.97  | 13.38  | 12.28  | 12.22  | 12.56  | 13.24  | 13.30  |
|           | 3         | 11.12 | 10.76 | 9.62  | 9.53  | 9.62  | 9.17  | 8.50  | 9.36  | 10.01 | 9.62   | 9.33   | 9.18   | 9.01   | 10.32  | 9.58   | 9.06   | 10.43  | 10.43  | 9.17   | 8.88   | 10.16  | 8.69   | 9.02   | 9.22   |
|           | 4         | 8.78  | 9.23  | 9.52  | 9.54  | 9.52  | 8.86  | 9.22  | 9.67  | 7.99  | 8.21   | 9.10   | 8.70   | 9.30   | 8.38   | 8.26   | 8.44   | 9.25   | 8.53   | 8.43   | 8.46   | 8.13   | 8.11   | 9.44   | 9.44   |
|           | 5         | 8.97  | 7.84  | 7.91  | 7.20  | 7.12  | 7.56  | 7.58  | 7.47  | 8.33  | 7.76   | 7.29   | 6.70   | 7.16   | 7.03   | 7.19   | 6.93   | 7.18   | 7.19   | 6.69   | 6.54   | 6.46   | 7.16   | 6.68   | 6.93   |
|           | 6         | 6.66  | 6.90  | 6.69  | 6.57  | 6.64  | 6.61  | 6.41  | 6.89  | 6.87  | 7.05   | 5.24   | 5.59   | 5.56   | 5.62   | 6.35   | 5.83   | 6.39   | 6.50   | 5.88   | 6.24   | N/A    | N/A    | N/A    | N/A    |
|           | 7         | 4.65  | 4.71  | 4.90  | 5.17  | 4.54  | 4.67  | 5.07  | 5.00  | 4.93  | 5.03   | 4.86   | 4.63   | 4.79   | 4.96   | 4.98   | 5.18   | N/A    | N/A    | N/A    | N/A    | N/A    | N/A    | N/A    | N/A    |